# Strongylopsis belua
Strongylopsis belua är en stekelart som beskrevs av Kuzin 1950. Strongylopsis belua ingår i släktet Strongylopsis och familjen brokparasitsteklar. Inga underarter finns listade i Catalogue of Life.